# The House of Frankenstein
The House of Frankenstein (bra A Casa de Frankenstein) é um filme estadunidense de 1944, do gênero horror, dirigido por Erle C. Kenton para a Universal Studios.

## Elenco
- Boris Karloff ...Dr. Gustav Niemann
- J. Carrol Naish ...Daniel
- Lon Chaney Jr. ... Lawrence Talbot / Lobisomem
- Elena Verdugo ...Ilonka
- John Carradine ...Conde Drácula  / "Barão Latos"
- Anne Gwynne ...Rita Hussman
- Peter Coe...Karl Hussman
- Lionel Atwill ...Inspetor Arnz
- George Zucco ...Bruno Lampini
- Sig Ruman ...Burgomestre Hussman
- William Edmunds ...Fejos
- Charles F. Miller ...Tobermann
- Philip Van Zandt ...Müller
- Julius Tannen ...Hertz
- Hans Herbert ...Meier
- Dick Dickinson ...Born
- Glenn Strange ...monstro de  Frankenstein

## Sinopse
Cientista criminoso foge da prisão em busca de vingança: para isso, ressuscita o Conde Drácula e o manda matar o responsável por sua condenação. Mais tarde, ele descongela Frankenstein e o Lobisomem, que estavam enterrados nas ruínas do laboratório do dr. Frankenstein. É então que seus planos saem do controle.